# Wiercieliszki
Wiercieliszki (biał. Верцялішкі) – wieś–agromiasteczko na Białorusi, położona w obwodzie grodzieńskim w rejonie grodzieńskim, siedziba sielsowietu wiercieliskiego.
Siedziba parafii prawosławnej; znajduje się tu cerkiew pw. św. Aleksandra Newskiego.

## Historia
W okolicy Wiercieliszek odnaleziono ślady osadnictwa sprzed pięciu tysięcy lat, pierwsze pisemne dowody na istnienie wsi pochodzą z 1324 i są związane z kasztelanem Dawidem Grodzieńskim. Ówczesną wieś wniosła mu w wianie żona, córka księcia Giedymina. W 1324 na Wiercieliszki napadli Krzyżacy, którzy zniszczyli całą zabudowę i zabili 33 mieszkańców wsi, a pozostały wzięli do niewoli. Dawid Grodzieński zebrał oddział i wyruszył na Prusy, gdzie odbił pojmanych wieśniaków. Wiercieliszki były położone na niewielkim wzniesieniu, większość mieszkańców przyjęła prawosławie, w związku z tym wybudowano we wsi cerkiew. Jej patronem został św. Aleksander Newski, który był dziadem Dawida Grodzieńskiego. Od 1588 wieś należała do książęcej ekonomii grodzieńskiej, a następnie została oddana na własność klasztorowi. W 1795 Wiercieliszki znalazły się w zaborze rosyjskim, po konfiskacie majątku klasztornego właścicielem na krótko został ziemianin o nazwisku Świeczyna. W 1843 rozpoczął on budowę murowanej cerkwi zyskując szacunek i wdzięczność mieszkańców. Po śmierci Świeczyny car nakazał sprzedać Wiercieliszki szlachcicowi, podstolemu koronnemu Michałowi Walickiemu. Kolejnym właścicielem był baron Bisping, który wybudował we wsi dwór otoczony parkiem krajobrazowym i stawami. Syn Bispinga brał udział w powstaniu styczniowym, a także należał do działającej w Grodnie rewolucyjnej organizacji Wincentego Konstantego Kalinowskiego. Karą ze strony administracji carskiej była konfiskata majątku, pałac został opuszczony i popadł w ruinę, a następnie został rozebrany. Obecnie w tym miejscu jest plac zabaw i boisko.   
W 1892 w Wiercieliszkach urodził się podpułkownik piechoty Piotr Łaszkiewicz, kawaler Orderu Virtuti Militari.
W latach 1921–1939 Wiercieliszki (wieś i folwark) znajdowały się w granicach Polski i były siedzibą gminy Wiercieliszki, w ówczesnym województwie białostockim. 
Według Powszechnego Spisu Ludności z 1921 roku zamieszkiwało:
- wieś – 515 osób, 18 było wyznania rzymskokatolickiego, 496 prawosławnego a 1 mojżeszowego; jednocześnie 24 mieszkańców zadeklarowało polską przynależność narodową, 490 białoruską a 1 żydowską; było tu 80 budynków mieszkalnych
- folwark –  78 osób, 46 było wyznania rzymskokatolickiego, 32 prawosławnego; jednocześnie 46 mieszkańców zadeklarowało polską przynależność narodową, 36 białoruską; były tu 4 budynki mieszkalne[4]

W wyniku napaści ZSRR na Polskę we wrześniu 1939 miejscowości znalazły się pod okupacją sowiecką. 2 listopada została włączona do Białoruskiej SRR. 4 grudnia 1939 włączona do nowo utworzonego obwodu białostockiego. Od czerwca 1941 roku pod okupacją niemiecką. 22 lipca 1941 r. włączona w skład okręgu białostockiego III Rzeszy. W 1944 miejscowość została ponownie zajęta przez wojska sowieckie i włączona do obwodu grodzieńskiego Białoruskiej SRR. Na początku lat 50. XX wieku władze postanowiły rozbudować działającą we wsi kopalnię torfu w potężny kombinat, na którego potrzeby architekci Wiktor Nikanowycz Emelianow i Georgij Władymirowycz Zaborskij zaprojektowali osiedle typu miejskiego. Obecnie jest to największa miejscowość nie posiadająca praw miejskich w rejonie grodzieńskim. Po rozpadzie ZSRR kombinat torfowy przyjął nazwę „Progress” i należy do państwa białoruskiego.